# 路上駅
路上駅（ロサンえき、朝鮮語: 로상역）は、朝鮮民主主義人民共和国の南浦特別市温泉郡の駅で、平南線に属する。 

## 隣の駅
平南線
花島駅 - 路上駅 - 貴城駅